# Eric Palante
Eric Palante (Liège, 21 de janeiro de 1963 - Chilecito, 10 de janeiro de 2014) foi um motociclista belga.
Desde a infância, Palante era um admirador de provas de rali, tendo participado do Rali Dakar doze vezes (2003-2014), tendo como melhor resultado a 66ª posição na edição de 2012.
No Rali Dakar de 2014, uma lesão na mão sofrida em 8 de janeiro não impediu Palante de seguir na prova (ele já havia se acidentado gravemente em 2007), mas ele não havia sido encontrado durante a quinta etapa, entre Chilecito e San Miguel de Tucumán, na Argentina. Aos 50 anos de idade, o belga foi encontrado sem vida pelo caminhão-vassoura do Dacar no quilômetro 143, em Chilecito. Embora as causas da morte não foram divulgadas, mas o mais provável é que Palante não resistira ao calor intenso que fazia na região.
A morte de Palante foi a 23ª na história do rali - horas antes, dois jornalistas haviam morrido após o carro em que eles e dois fotógrafos capotou. O motociclista era casado e tinha cinco filhos.